# Jan Schubert
Jan Hendrik Schubert (Amsterdam, 7 maart 1910 – Amsterdam, 20 december 1960) was een Nederlands voetballer.

## Loopbaan
Schubert werd in 1930 lid van AFC Ajax. Daarvoor had hij bij andere verenigingen gespeeld, en ook bij Ajax belandde hij aanvankelijk slechts in het derde elftal. Door problemen op het middenveld maakte hij in 1931 in de kampioenswedstrijd tegen Go Ahead uit Deventer zijn debuut. Hij speelde als links-binnen onder meer samen met de topscorer van Ajax aller tijden Piet van Reenen en centrale verdediger Wim Anderiesen. Later zou Schubert aanvoerder worden van het elftal. In de oorlog presteerde Schubert het met zijn elftal om in 1941 in Den Haag tegen VUC met 6-0 achter te komen, om na de rust weer langszij te komen.
De Tweede Wereldoorlog noopte hem echter tot het staken van zijn loopbaan als voetballer. In de meidagen van 1940 was Schubert gemobiliseerd en tijdens de oorlogsjaren moest hij zich melden als krijgsgevangene. Schubert dook onder. Hij speelde zijn laatste wedstrijd tegen HFC Haarlem in januari 1943. In totaal speelde hij 202 wedstrijden in het eerste elftal en maakte 31 doelpunten. Na de oorlog bleef hij actief bij Ajax, maar alleen op het gebied van cricket. In 1958 werd hij lid van de commissie betaald voetbal bij Ajax, en twee jaar later maakte hij het kampioenschap mee van de club in het seizoen 1959/1960. Het was het tweede kampioenschap van de Amsterdamse club sinds de invoering van de landelijke eredivisie in 1956. Schubert overleed korte tijd later op vijftigjarige leeftijd.

## Nederlands elftal
Schubert heeft in 1939 twee wedstrijden gespeeld in het Nederlands elftal. Hij kwam in de plaats van de toenmalige Feyenoord-vedette Puck van Heel.